# Радиационная безопасность

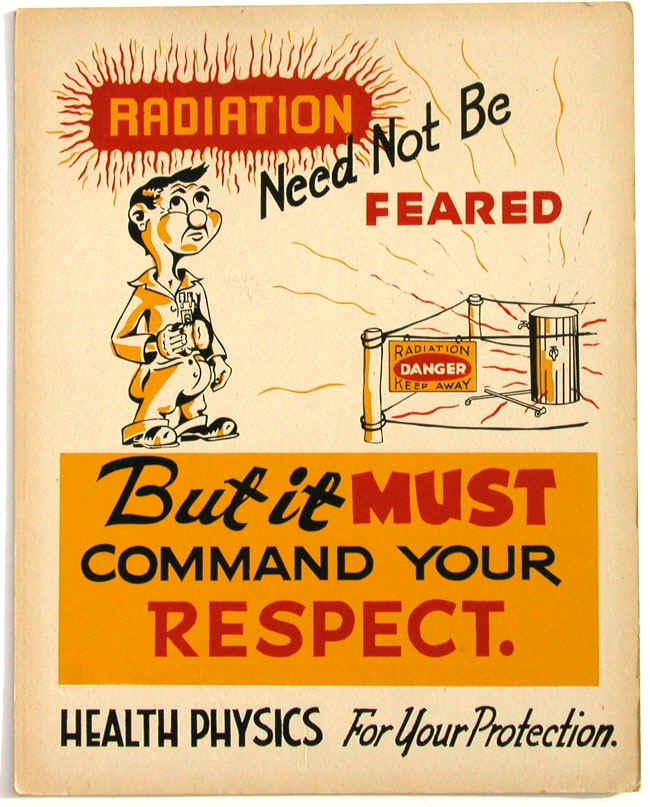
Плакат по радиационной безопасности 1947-го года. Надпись гласит: «Радиация не должна вызывать ужас, но должна внушать уважение».

 Радиационная безопасность — состояние защищенности настоящего и будущего поколений людей от вредного для их здоровья воздействия ионизирующего излучения.
Необходимость в защите от радиации появилась практически сразу после её открытия в конце XIX века. Являясь изначально интересом узкого круга специалистов, с началом атомной эры и широким использованием источников излучения в промышленности, энергетике и медицине, радиационная безопасность стала актуальной проблемой для всего человечества.
Система радиационной безопасности, являясь комплексной и ресурсоёмкой задачей, требует для своей разработки и внедрения участия крупных международных и национальных организаций, центральное место среди которых занимает  Международная Комиссия по Радиационной Защите.

## Источники облучения человека

Структура средней годовой дозы населения России на 2015 год.

### Зарождение

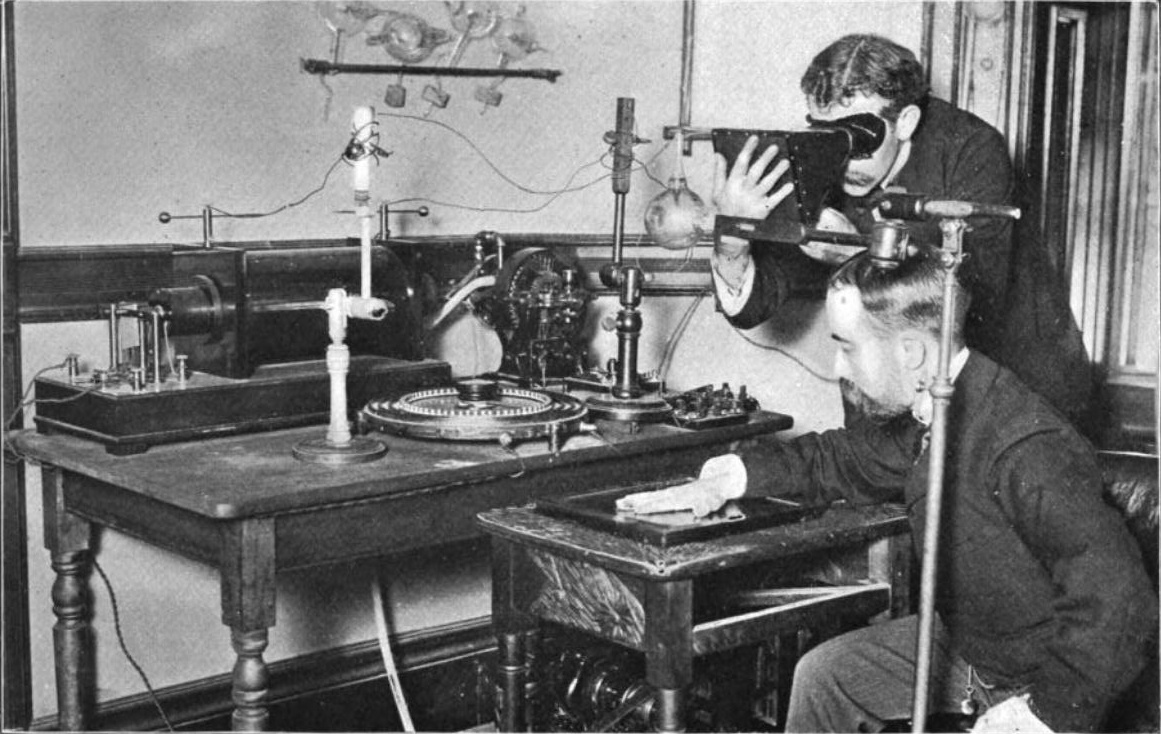
Один из ранних экспериментов с рентгеновским излучением. Источник, трубка Крукса, подвешен в центре. Экспериментатор стоя наблюдает изображение через флюороскоп. Экспериментатор сидя делает рентгеновский снимок на фотопластинку. Никаких мер защиты от переоблучения не предпринято.

### Современное международное регулирование

Схема международного взаимодействия в области радиационной безопасности

## Основы радиационной безопасности

Интернациональный знак радиоактивности — элемент системы.